# ویولا کلایزر
ویولا کلایزر (آلمانی: Viola Kleiser؛ زادهٔ ۱۳ نوامبر ۱۹۹۰) ورزشکار بابسلد و دونده سرعت زن اهل اتریش است.